# James Hartung
James Hartung est un gymnaste artistique américain né le 7 juin 1960 à Omaha dans le Nebraska.

## Biographie
Lors des Jeux olympiques d'été de 1984 se tenant à Los Angeles, il remporte la médaille d'or dans l'épreuve du concours par équipes en compagnie de ses coéquipiers Bart Conner, Mitchell Gaylord, Scott Johnson, Timothy Daggett et Peter Vidmar.